# Windows API
Windows API er navnet på det centrale API i Microsoft Windows. API'et er lavet så det umiddelbart kan kaldes fra programmeringssprogene C og C++ og er den mest direkte måde et program kan interagere med Windows-operativsystemet. Adgang til operativsystemets laveste niveau, som fortrinsvis er nødvendig for at lave en hardwaredriver, opnås ved brug af den Windows Driver Model der hører til den version af Windows man vil bruge.
| Operativsystem | Spire Denne artikel relateret til styresystemer er en spire som bør udbygges. Du er velkommen til at hjælpe Wikipedia ved at udvide den. |